# Selenothrips rubrocinctus
Genre
Espèce
Selenothrips rubrocinctus (le thrips du cacaoyer) est une espèce d'insectes thysanoptères de la famille des Thripidae, à répartition pantropicale.
C'est l'unique espèce décrite dans le genre Selenothrips (genre monotypique).
La première description de cette espèce, due à l'entomologiste français Alfred Giard, a été faite à la Guadeloupe, alors qu'elle ravageait les plantations de cacaoyer de l'île, d'où le nom de « thrips du cacaoyer ».
La gamme d'hôtes de ce thrips est cependant très vaste. Les hôtes dominants varient selon la végétation locale et comprennent de nombreux arbres fruitiers ou arbres d'ornement tropicaux. Dans les Antilles, cet insecte s'est révélé être un ravageur sérieux du cacaoyer et du manguier. En Floride, il s'attaque surtout au manguier et à l'avocatier, ainsi qu'au copalme d'Amérique.

## Synonymes
Selon OzThrips :
- Physopus rubrocinctus Giard, 1901
- Heliothrips (Selenothrips) decolor Karny, 1911
- Heliothrips rubrocinctus Giard, 1912
- Heliothrips (Selenothrips) mendax Schmutz, 1913
- Brachyurothrips indicus Bagnall, 1926

## Distribution

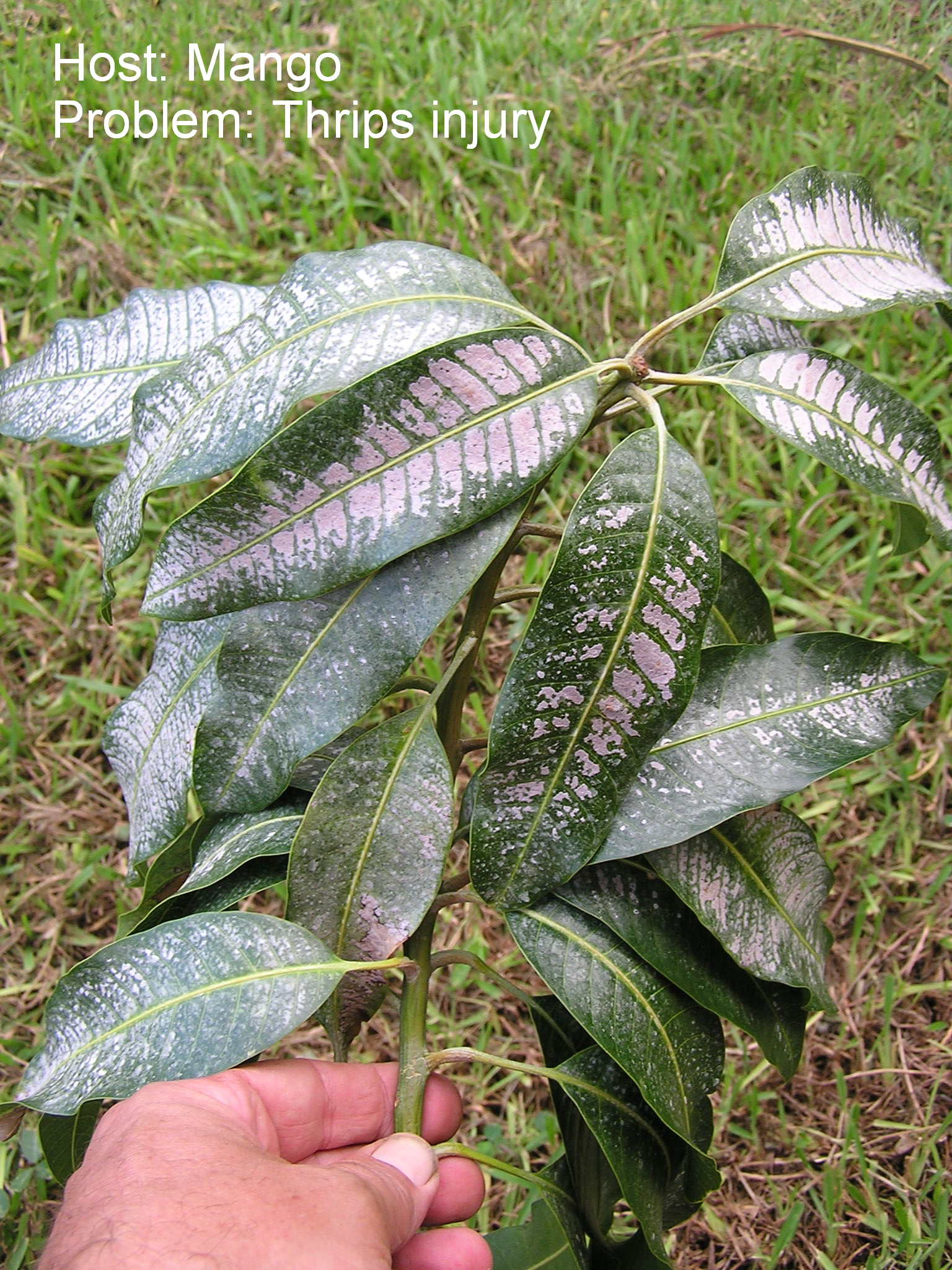
Dégâts de Selenothrips rubrocinctus sur des feuilles de manguier.

Selenothrips rubrocinctus est une espèce à répartition pantropicale. On la rencontre notamment
en Asie du Sud (Chine, Taïwan, Inde, Malaisie et Philippines),
en Afrique équatoriale (Congo, Côte d'Ivoire, Fernando Pó, Ghana, Nigeria, Ouganda, Sao Tomé-et-Principe, Sierra Leone, Tanganyika, Zaïre et  Zanzibar), en Australasie (Papouasie-Nouvelle-Guinée, Nouvelle-Calédonie, Îles Salomon, Wallis, Hawaï, Mariannes)
en Amérique centrale et dans les Antilles,
en Amérique du Sud (Brésil, Équateur, Guyana, Pérou, Surinam, Venezuela) et
en Amérique du Nord (Mexique et partie sud de la Floride).